# Antonius Tsgrooten

Goswin van der Weyden, Antonius Tsgrootentriptiek - Antonius Tsgrooten en Maria Middelares, 1507

Antonius Tsgrooten (ook Antoon Tsgrooten, Oisterwijk, 1460 - 1530) was een Brabantse geestelijke, van 1504 tot zijn dood abt van de norbertijner Abdij van Tongerlo.

## Biografie
Tsgrooten was de zoon van een hoefsmid.
Onder zijn directe voorgangers en ook onder zijn opvolger Arnoud Streyters (1530-1560) kende de abdij welvaart. Tsgrooten was een kunstliefhebber en bestelde schilderijen, onder andere bij Goswin van der Weyden, en nieuwe koorboeken waaronder een kostbare Antifonarium bij Franciscus Van Weert.

## Portretten
Van Antonius Tsgrooten zijn drie geschilderde portretten bewaard. Hij staat als opdrachtgever op het rechterluik van het Antonius Tsgrootentriptiek van Van der Weyden. Hij staat ook op het triptiek van Maria-ter-Heide. En in de Abdij van Tongerlo hangt een postuum portret van de abt.